# Guy Georges
Guy Georges (ur. 15 października 1962 w Vitry-le-François) – francuski seryjny morderca, zwany Bestią z Bastylii. W latach 1991–1997 w Paryżu, zgwałcił i zamordował 7 kobiet.

## Młodość
Guy Georges urodził się jako Guy Rampillon i był synem Amerykanina oraz Francuzki. Jego ojciec był kucharzem wojskowym, stacjonującym w jednej z baz NATO. Został w młodości porzucony przez rodziców i trafił do rodziny zastępczej. Po 6 latach tułaczki po rodzinach zastępczych, został adoptowany przez rodzinę Morin. Jako dziecko Georges zaczął okradać rodzinny sklep spożywczy i polować z nożem w lesie niedaleko swojego domu. Jego starsza przybrana siostra Christiane zeznała, że gdy miał 16 lat, Georges próbował ją udusić żelaznym prętem. Po tym zdarzeniu, Morinowie zdecydowali się go oddać do domu dziecka. Tym samym po raz kolejny został odrzucony, co wywołało w nim traumę. 

## Zbrodnie
Pierwszej napaści na kobietę dopuścił się w 1979 roku, pierwszego gwałtu w listopadzie 1981 roku. Kilkukrotnie trafiał do więzienia. Po jego opuszczeniu pod koniec lat 80., zdecydował, że po gwałtach będzie uśmiercał kobiety. Swych ofiar wypatrywał, przesiadując w paryskich kawiarniach, najczęściej znajdujących się w okolicy placu Bastylii (stąd nadano mu później pseudonim Bestia z Bastylii). Wytypowaną kobietę, potrafił śledzić nawet kilka godzin. Podniecało go polowanie na kobiety i dominacja nad nimi. Do popełnienia zbrodni starannie się przygotowywał. W plecaku miał schowaną taśmę klejącą do wiązania i kneblowania ofiary, prezerwatywy oraz nóż. Ofiary terroryzował za pomocą noża, wiązał taśmą, rozcinał nożem ich ubrania, gwałcił, a następnie mordował. Ofiarom podrzynał gardła i dźgał nożem po piersiach. 
Pierwszą kobietę – Pascale Escarfail, zamordował podczas pobytu na warunkowym. Stąd pojawiła się 3-letnia przerwa między pierwszym a drugim morderstwem. Drugą i trzecią ofiarę zamordował w ich samochodach, zaparkowanych na parkingach podziemnych. Czwartą ofiarę zamordował w mieszkaniu. Miejsca zbrodni sprawiły, że śledczy podejrzewali, że tropią dwóch różnych morderców - jednego atakującego w mieszkaniach i drugiego atakującego na parkingach podziemnych. Podczas późniejszych morderstw, pewny siebie Georges, przestał stosować prezerwatyw podczas gwałtów. Tym samym zaczął zostawiać na miejscach zbrodni swoje DNA.

## Aresztowanie i wyrok
Dopiero marcu 1998 roku, śledczym udało się przypisać znalezione na miejscach zbrodni DNA do Georgesa. Rozpoczęto ogólnokrajową obławę. Publikowano portrety pamięciowe Georgesa i obserwowano wszystkie znane policji miejsca, gdzie mógł przebywać. 26 marca 1998 roku został zauważony przez dwóch policjantów na stacji metra i aresztowany. 
W marcu 2001 Guy Georges został skazany na karę dożywotniego więzienia bez możliwości zwolnienia warunkowego przez najbliższe 22 lata.

## Ofiary Guya Georges'a
| Lp. | Ofiara            | Wiek | Data              |
| --- | ----------------- | ---- | ----------------- |
| 1.  | Pascale Escarfail | 19   | 24 stycznia 1991  |
| 2.  | Catherine Rocher  | 27   | 7 stycznia 1994   |
| 3.  | Elsa Benady       | 22   | 8 listopada 1994  |
| 4.  | Agnès Nijkamp     | 33   | 10 grudnia 1994   |
| 5.  | Hélène Frinking   | 27   | 8 lipca 1995      |
| 6.  | Magalie Sirotti   | 19   | 23 września 1997  |
| 7.  | Estelle Magd      | 25   | 16 listopada 1997 |